# Hitori (chanson)
Pour les articles homonymes, voir Hitori.
Singles de Mika Nakashima
Sakurairo Mau Koro
(2005) Cry no More
(2006)
Singles par Nana starring Mika Nakashima
Glamorous Sky
(2005)
Hitori est le 15e single de Mika Nakashima sorti sous le label Sony Music Associated Records le 8 juin 2005 au Japon. Il atteint la 15e place du classement de l'Oricon. Il se vend à 15 169 exemplaires la première semaine, et reste classé pendant 6 semaines, pour un total de 26 275 exemplaires vendus.
Hitori est utilisé comme thème musical du jeu vidéo Drakengard 2 sur playstation 2. Elle se trouve sur l'album MUSIC.

## Liste des titres
Toutes les paroles sont écrites par Satomi.
| 1. | Hitori (single ver.) (ひとり)  | Ryouki Matsumoto | 5:55 |
| 2. | Hitori (album ver.) (ひとり)   | Ryouki Matsumoto | 5:53 |
| 3. | Hitori (endroll ver.) (ひとり) | Ryouki Matsumoto | 5:01 |
| 4. | Hitori (Instrumental) (ひとり) | Ryouki Matsumoto | 5:53 |

Vinyl
| 1. | Hitori (single ver.) (ひとり)  | Ryouki Matsumoto | 5:55 |
| 2. | Hitori (Instrumental) (ひとり) | Ryouki Matsumoto | 5:53 |

| 1. | Hitori (album ver.) (ひとり)   | Ryouki Matsumoto | 5:53 |
| 2. | Hitori (endroll ver.) (ひとり) | Ryouki Matsumoto | 5:01 |